# Parlamentswahl in Kuba 2013
Die Parlamentswahl in Kuba 2013 fand am 3. Februar statt. 8,4 Millionen Wahlberechtigte konnten 612 Mitglieder der Nationalversammlung sowie 1269 Delegierte auf Provinzebene bestimmen. Fidel Castro und sein Bruder Raúl  gehörten zu den Kandidaten.

## Ablauf
Am Morgen öffneten landesweit 30.000 Wahllokale. Da Kuba ein Einparteiensystem hat, welches von der Kommunistischen Partei beherrscht wird, war die Wahl unfrei. Zur Wahl standen Kandidaten, die von den Kommunalparlamenten, sowie den Massenorganisationen nominiert wurden. Sie traten für die Direktmandate der Wahlkreise an. Fast alle sind Parteimitglieder. Jeder kubanische Staatsbürger durfte ab einem Alter von 16 Jahren wählen und ab 18 Jahren gewählt werden. Überraschend zeigte sich Fidel Castro nach fast einem Jahr wieder in der Öffentlichkeit, um erstmals seit seiner schweren Erkrankung im Jahr 2005 wieder persönlich in einem Wahllokal seine Stimme abzugeben. Staatschef Raúl Castro wählte in seinem Wahlkreis in Segundo Frente.

## Ergebnisse
Laut vorläufigem amtlichen Endergebnis wurden alle 612 Kandidaten für das National- und 1269 Delegierten für die 15 Provinzparlamente bestätigt. 7.877.906 Wahlberechtigte stimmten ab. Die Wahlbeteiligung betrug 89,68 %, der mit Abstand geringste Wert bei Wahlen im sozialistischen Kuba. 94,17 % der Stimmen waren gültig. 4,63 % der abgegebenen Stimmen waren „weiß“, das heißt, es wurde keiner der auf dem Stimmzettel vertretenen Kandidaten angekreuzt. 1,2 % der Stimmen waren ungültig. Die Opposition hatte zum Wahlboykott oder ungültigen Stimmabgabe aufgerufen.
Am 24. Februar wurde auf der konstituierenden Sitzung des neuen Parlaments der neue 31-köpfige Staatsrat gewählt und Raúl Castro durfte damit seine zweite fünfjährige Amtszeit als Staatschef antreten.